# Ричардс, Майка
Ма́йка Ли́нкольн Ри́чардс (англ. Micah Lincoln Richards; родился 24 июня 1988 года в Бирмингеме) — английский футболист, защитник. Выступал за сборную Англии (2006—2012). Дебютировал за сборную 15 ноября 2006 года в возрасте 18 лет 143 дня.

## Карьера

### Ранние годы
Майка Ричардс родился в Бирмингеме, но вырос в Лидсе. В детстве он болел за лондонский «Арсенал», а его кумиром был нападающий этой команды и сборной Англии Иан Райт. В 2001 году 14-летний Ричардс пришёл в футбольную академию «Манчестер Сити» из «Олдем Атлетик». В сезоне 2005/06 Ричардс был капитаном сильной молодёжной команды «Манчестер Сити», которая дошла до финала Молодёжного кубка Англии, в котором уступила «Ливерпулю».

### «Манчестер Сити»
22 октября 2005 года Ричардс дебютировал в первой команде «Сити», выйдя на замену в матче с «Арсеналом», любимой командой его детства. 12 февраля 2006 он впервые вышел в стартовом составе в матче против клуба «Чарльтон Атлетик», заняв непривычную для себя позицию на правом фланге обороны, хотя до этого играл исключительно центральным защитником. В матче пятого раунда Кубка Англии против «Астон Виллы» Ричардс забил головой победный гол на 94-й минуте. Сразу после игры у Ричардса взял интервью телеканал BBC One. Отвечая в прямом эфире на вопрос о забитом голе, Майка использовал нецензурную лексику. Ведущему программы Гари Линекеру пришлось приносить извинения телезрителям за эти слова молодого футболиста. После этого матча тренер «Горожан», Стюарт Пирс, стал регулярно ставить 17-летнего Ричардса в основной состав. По итогам сезона болельщики клуба признали Майку лучшим молодым игроком сезона.
В июле 2006 года руководство «Манчестер Сити» отклонило несколько предложений о покупке Ричардса, которым заинтересовались «Тоттенхэм Хотспур», «Ливерпуль» и «Челси». Перед новым сезоном молодой защитник взял себе футболку со 2-м номером вместо 45-го, под которым он играл в дебютном сезоне, и подписал с клубом новый контракт на четыре года.
Осенью 2006 года лондонский «Челси» предлагал за Ричардса 15 миллионов фунтов, на что в «Манчестер Сити» ответили отказом, а Стюарт Пирс так прокомментировал эту ситуацию: «Я не одобряю вариант продажи Майки, потому что здесь его ждёт великое будущее. Какое бы предложение ни было сделано, оно должно быть действительно супервыгодным, чтобы Майка ушёл из этого клуба. Я хотел бы, чтобы Майка остался здесь, стал капитаном, был бы игроком „Сити“ лет десять и превратился в символ клуба. Ему это вполне по силам. Я не работал ни с кем столь же молодым и столь же талантливым»

## Достижения

### Командные
«Манчестер Сити»
- Чемпион Англии: 2011/12
- Обладатель Кубка Англии: 2011
- Обладатель Кубок Футбольной лиги: 2013/14

### Личные
- Игрок месяца английской Премьер-лиги: август 2007